# Pavol Krška
Pavol Krška (11. května 1949 Ružomberok – 10. srpna 2025 Rudina) byl slovenský klavírista, hudební skladatel v oblasti vážné hudby a hudební pedagog.

## Život
- 1964–1970 Konzervatoř v Žilině (hra na klavír – Danuša Kurková)
- 1970–1975 VŠMU v Bratislavě (kompozice – Alexander Moyzes)
- od 1976 profesor hudebně-teoretických předmětů na Konzervatoři v Žilině
- v roce 2003 byl oceněn cenou Fra Angelica

## Dílo

### sólový hlas (hlasy), sbor a orchestr
- Requiem (1989)
- Stabat mater (1990)
- Omša (1993)
- Stabat mater (2016) – skladba byla napsána pro vokálně-instrumentální soubor Collegium musicale bonum ze Slavkova u Brna

### sólové hlasy a sbor
- Te Deum (1998)

### orchestrální skladby
- Pocta Michalangelovi
- Symfonie
- Předehra pro orchestr

### koncerty
- Koncert pro bicí nástroje, flétnu a orchestr
- Koncert pro pozoun a orchestr
- Koncert pro varhany a orchestr

### smíšený sbor
- Štyri koledy (1994)
- Zdravas Mária (1998)
- Oslavujte Pána (1998)

### komorní tvorba
- Klavírní kvartet
- Preludium, choral a fuga pro akordeon
- Sonáta pro akordeon
- Sedm preludií pro klavír
- Dva obrazy pro violoncello a klavír